# Championnat d'Albanie de football 1981-1982
Navigation
Championnat d'Albanie 1980-81 Championnat d'Albanie 1982-83
Le Championnat d'Albanie de football de Kategoria Superiore 1981-1982 est la 41e édition de ce championnat.

## Classement
| Rang | Équipe                  | Pts | J  | G  | N  | P  | Bp | Bc | Diff |
| ---- | ----------------------- | --- | -- | -- | -- | -- | -- | -- | ---- |
| 1    | 17 Nëntori Tirana       | 37  | 26 | 15 | 7  | 4  | 42 | 15 | +27  |
| 2    | Flamurtari Vlorë        | 33  | 26 | 13 | 7  | 6  | 26 | 12 | +14  |
| 3    | Dinamo Tirana           | 32  | 26 | 14 | 4  | 8  | 33 | 19 | +14  |
| 4    | Partizan Tirana         | 31  | 26 | 11 | 9  | 6  | 31 | 18 | +13  |
| 5    | Vllaznia Shkodër        | 30  | 26 | 11 | 8  | 7  | 37 | 26 | +11  |
| 6    | Tomori Berat            | 26  | 26 | 10 | 6  | 10 | 21 | 18 | +3   |
| 7    | Besëlidhja Lezhë        | 25  | 26 | 9  | 7  | 10 | 20 | 28 | -8   |
| 8    | Besa Kavajë             | 25  | 26 | 9  | 7  | 10 | 20 | 28 | -8   |
| 9    | Lokomotiva Durrës       | 24  | 26 | 8  | 8  | 10 | 19 | 24 | -5   |
| 10   | Naftëtari Qyteti Stalin | 23  | 26 | 5  | 13 | 8  | 23 | 25 | -2   |
| 11   | Luftëtari Gjirokastër   | 23  | 26 | 8  | 7  | 11 | 22 | 24 | -2   |
| 12   | Labinoti Elbasan        | 22  | 26 | 9  | 4  | 13 | 17 | 27 | -10  |
| 13   | 31 Korriku Burrel       | 20  | 26 | 5  | 10 | 11 | 22 | 37 | -15  |
| 14   | 24 Maji Përmet          | 13  | 26 | 4  | 5  | 17 | 9  | 44 | -35  |

|  | Champion |
|  | Relégué  |

## Bilan de la saison
| Tableau d'Honneur                 |                   |
| Compétition                       | Vainqueur         |
| Championnat d'Albanie de football | 17 Nëntori Tirana |
| Coupe d'Albanie de football       | Dinamo Tirana     |

| Promotions et relégations     |                                   |
| Relégués en First Division    | 31 Korriku Burrel 24 Maji Përmet  |
| Promus en Kategoria Superiore | Skënderbeu Korçë Traktori Lushnja |